# 炭笔

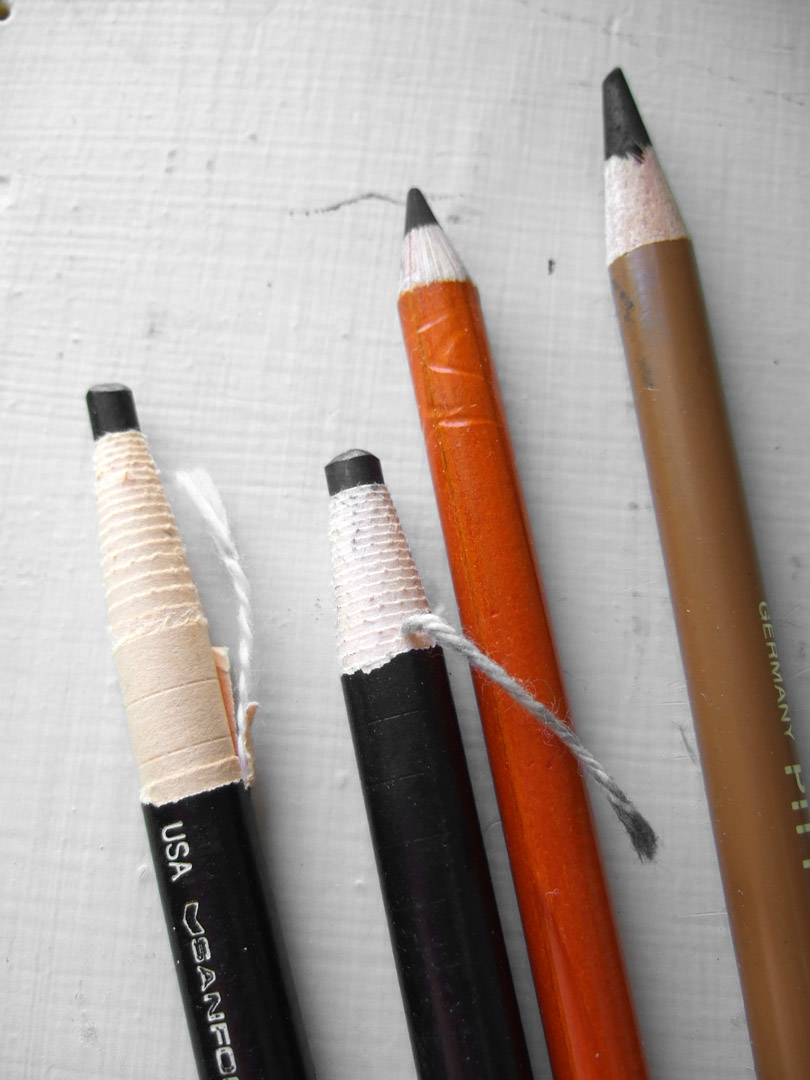
幾支炭筆

炭笔又称炭画铅笔，是一种绘画工具，一般于素描和速写。使用炭笔所作的画被称为炭笔画。炭笔外形与铅笔类似，但其炭芯一般由细树枝烧制或在烧制后经压缩而成。炭笔通常有黑色、棕色两种颜色，有硬、中、软三种软硬种类。
相对一般石墨芯铅笔，炭笔具有不反光、色调偏暖、对比度强的特点。但炭笔使用起来相对凝滞，而铅笔则比较流畅。炭笔附着力也较差，且笔迹一般不易被完全擦除。
炭笔一般不与铅笔混用，因为铅笔反光而炭笔吸光、色调有差异且其笔迹难以相互覆盖。但可以与炭条、炭粉混用。